# Моя сестра Эйлин (фильм, 1955)
«Моя сестра Эйлин» (англ. My Sister Eileen) — американский фильм-мюзикл, комедия режиссёра Ричарда Куайна 1955 года. В главных ролях Джанет Ли, Бетти Гарретт и Джек Леммон. Сценарий Куайна и Блейка Эдвардса основан на одноимённой пьесе Джозефа Филдса и Джерома Ходорова 1940 года, вдохновленной серией автобиографических рассказов Рут Маккенни, первоначально опубликованных в журнале «The New Yorker». Первая экранизация состоялась в 1942 году.

## Сюжет
Остроумная Рут и хорошенькая Эйлин Шервуд, сестры из Колумбуса, штат Огайо, переезжают в Нью-Йорк и поселяются в ветхой квартире-студии в подвале здания в Гринвич-Виллидж, арендованной у жуликоватого домовладельца «папаши» Аппополуса. Рут мечтает стать писательницей, а Эйлин надеется добиться успеха как актриса. Они знакомятся со своим соседом Тедом Лумисом, спортсменом, и его невестой Хелен.
У Рут есть рекомендательное письмо к Бобу Бейкеру, главному редактору журнала «Mad Hatter». Ранее она отправляла ему свой рассказ на рецензию. Но издатель уезжает в отпуск и, на ходу, советует ей писать только о том, о чём она хорошо знает, и не превращать заурядные любовные истории в эпические драмы. Его слова настолько шаблонны, что он, видимо, не читал рассказ Рут.
Эйлин на первом же прослушивании оказывается объектом нежелательных заигрываний со стороны продюсера. Расстроенная, она заходит в ближайший Walgreens. Буфетчик Фрэнк Липпинкотт, явно увлеченный красивой девушкой, сочувственно выслушивает её и предлагает свою помощь, уверяя, что здесь часто завтракают театральные продюсеры и обсуждают вопросы найма актёров.
Идёт время. Рут получает отказ за отказом, а Эйлин не удается добиться ни одного прослушивания. Репортёр Чик Кларк случайно подслушивает, как Фрэнк за стойкой разговаривает с Эйлин о возможном кастинге. Кларк заявляет, что знаком с продюсером отличного шоу и может организовать встречу с ним. Оказывается, что это «шоу» — бурлеск, где главным развлечением является стриптиз. Оскорблённая Эйлин убегает.
Редактор Бейкер приглашает Рут в издательство. Он после отпуска прочитал её рассказ, достаточно откровенный, который произвёл на него впечатление. Боб предлагает девушке поужинать, но она отказывает. Вечером в гости к сестрам приходят Фрэнк и Чик. Последний, желая произвести впечатление на Эйлин, приглашает всех в дорогой клуб «Эль-Морокко». Там Рут неожиданно натыкается на издателя Бейкера, который проводит вечер с шикарной брюнеткой. Боб, забыв о спутнице, не сводит глаз с Рут, она явно его чем-то интригует. Следующим вечером он приглашает её к себе домой для, якобы, обсуждения публикации рассказа. После ужина Бейкер начинает откровенно соблазнять Рут. Не сразу, но она ему отказывает.
Начинается чехарда комических ситуаций, вызванных приездом матери Хелен. Та не знает, что дочь состоит в отношениях с мужчиной вне брака. Сёстры вечером прячут Теда у себя на кухне. Фрэнк объясняется Эйлин в любви, но устраивает сцену ревности, когда застает полуголого Теда в её комнате. Кларк устраивает Рут фиктивный вызов на пробное репортёрское задание, чтобы соблазнить Эйлин, но тоже натыкается на Теда…
В финале Боб объясняется с Рут, а Фрэнк с Эйлин. Две пары танцуют на улицах Гринвич-Виллидж Conga line с присоединяющимися прохожими.

## В ролях
- Бетти Гарретт — Рут Шервуд
- Джанет Ли — Эйлин Шервуд, её сестра
- Курт Казнар — «папаша» Аппополус, домовладелец
- Дик Йорк — Тед Лумис, сосед
- Люси Марлоу — Хелен, его невеста
- Боб Фосс — Фрэнк Липпинкотт, буфетчик из Walgreens
- Томми Ролл — Чик Кларк, репортер
- Джек Леммон — Боб Бейкер, издатель

## Производство и подбор актёров
В 1953 году авторы пьесы «Моя сестра Эйлин» Джозеф Филдс и Джером Ходоров написали сценарий для бродвейского мюзикла «Чудесный город» на музыку Леонарда Бернстайна. Успех постановки побудил руководство Columbia Pictures, выпустившей в 1942 году первую экранизацию пьесы, обратиться за правами на экранизацию мюзикла. Объявленная стоимость показалась компании слишком высокой. Тогда были приглашены композиторы Джул Стайн и Лео Робин, написавшие совершенно другие музыкальные номера. Адвокаты студии постоянно контролировали съёмочный процесс, чтобы фильм не имел никакого сходства с бродвейским шоу «Чудесный город».
Сценарист и режиссёр Ричард Куайн, сам игравший Фрэнка Липпинкотта в пьесе 1940 года и экранизации 1942 года, первоначально выбрал Джуди Холлидей на роль Рут Шервуд. Но студия и актриса не договорились об условиях контракта, и её заменила Бетти Гарретт, которая негласно была занесена в Чёрный список Голливуда из-за её брака с Ларри Парксом, являвшемся членом Коммунистической партии США. В результате это было первое появление Гарретт после шести лет простоя. Хореографию музыкальных сцен поставил Боб Фосс, сыгравший в фильме Фрэнка Липпинкотта.

## Критика
Обозреватель Босли Краузер из «The New York Times» отмечает, что мисс Гарретт и мисс Ли, как актрисы, находятся абсолютно на своём месте. Гаррет не только блестяще играет, она ещё прекрасно поёт и танцует, а это важные таланты в такой постановке. Но особенно критику понравился Джек Леммон. Актёр с успехом веселит зрителя и подчёркивает запятнанную репутацию мужчин определённого типа. Мистер Леммон — обаятельный комедийный актёр, который становится все более интересным с каждым последующим фильмом. Его бесцеремонное обращение с мисс Гарретт, чтобы сломить её сопротивление, великолепно. Когда эта пара в сцене соблазнения поют «Это больше, чем ты и я», достигается настоящая кульминация комедии.
Критик Стив Дейли из еженедельника «Entertainment Weekly» пишет, что «хореография Боба Фосса и песни Джула Стайна и Лео Робина остроумно передают дух Гринвич-Виллидж».